# Cahuarano

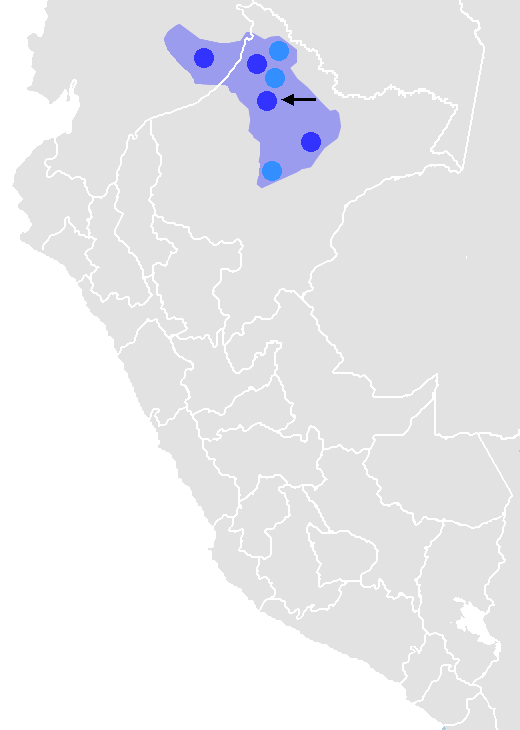
Territoires où on parle le cahuarano

Le cahuarano est une langue amérindienne de la famille des langues zaparoanes parlée en Amazonie péruvienne, dans la région de Loreto.

## Classification
Le cahuarano était parlé à l'Est du Río Tigre, un affluent du Marañón. Il appartenait à la famille des langues zaparoanes.
La langue qui comptait seulement 5 locuteurs en 1976, est éteinte. Les Cahuaranos parlent désormais espagnol.

## Vocabulaire
Bien qu'éteint, le cahuarano nous est connu par exemple par un vocabulaire publié par Tessmann (1930).
Exemples du vocabulaire de Tessmann de 1930:
| français | Tessman  |
| -------- | -------- |
| œil      | poí-nami |
| dent     | puöka    |
| soleil   | nianamí  |
| blanc    | musiténa |
| femme    | itémo    |